# Сокаль
Сока́ль (укр. Сока́ль) — город в Шептицком районе Львовской области Украины. Административный центр Сокальской городской общины.

## Герб
В 1885 году австрийскими властями был издан герб города Сокаля: «В красном поле на зеленом основании серебряная городская воротная башня с тремя башенками и золотыми створками ворот, в створе ворот — золотой орёл с распростёртыми крыльями».
В современных реконструкциях башни иногда также изображаются золотыми.
В 30-х годах XX века была выполнена реконструкция герба в виде сокола в красном поле.

## История

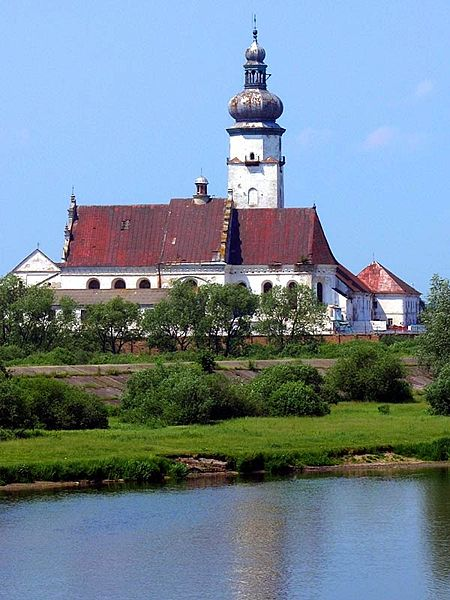
Бернардинский монастырь в Сокале

Существует несколько версий происхождения названия города Сокаль, первая версия: название города происходит от названия урочища, в котором развелось много соколов. Согласно второй версии, название города пошло от харчевни путников, которая находилась на берегу Буга (в западнорусском языке «сокаль» употреблялось в значении «кухня» или «столовая»). Есть ещё третья версия — она связывает город с именем половецкого князя Сокала.
На территории Сокаля выявлены археологические находки эпохи мезолита, неолита и бронзы. Сокаль впервые упоминается в документах 1377 года как город Белзского княжества. В 1424 получил магдебургское право; с 1462 Сокаль — уездный город Белзского воеводства Польши. В 1519 году был полностью разрушен, после победы татар над Польско-Литовским войском недалеко от города (см. Битва под Сокалем). В 1702 году шведское войско захватило Сокаль, в 1772—1918 принадлежал Австрии; до 1939 уездный город Львовского воеводства. В 1918 году 5-й Сокальской бригадой при Украинской Галицкой армии было принято активное участие в боях за судьбу Западной Украинской Народной Республики. Летом 1919 года Сокаль заняло польское войско.
С 23 декабря 1920 года до 28 сентября 1939 года в Львовском воеводстве Польской Республики. Центр Сокальского повята.
1 сентября 1939 года германские войска перешли границу Польской Республики, началась Германо-польская война 1939 года.
С 17 сентября 1939 года Красная Армия Советского Союза вступила в восточные районы Польши — Западную Украину. Поход закончился подписанием 28 сентября 1939 года Договора о дружбе и границе между СССР и Германией.
27 октября 1939 года установлена советская власть.
C 14 ноября 1939 года в составе Украинской Советской Социалистической Республики Союза Советских Социалистических Республик.
4 декабря 1939 года стал центром Сокальского уезда (с другими органами управления) Львовской области (Указ Президиума Верховного совета СССР от 4 декабря 1939 года). 17 января 1940 года стал центром Сокальского района Львовской области (Указ Президиума Верховного совета СССР от 17 января 1940 года).
22 июня 1941 года германские войска напали на СССР, началась Великая Отечественная война 1941—1945 годов. Жители города оказались в полосе боевых действий. 22 июня 1941 года оккупирован германскими гитлеровскими войсками. Более десяти раз город переходил из рук в руки.
19 июля 1944 года освобождён советскими войсками 1-го Украинского фронта в ходе Львовско-Сандомирской наступательной операции 13.07-29.08.1944 г.:
- 3-й гвардейской армии — 389-й сд (полковник Колобов, Леонид Александрович) 22-го ск (генерал-майор Захаров, Фёдор Васильевич); 47-я гаубичная артбригада (подполковник Чарыков, Николай Григорьевич).
- 1-й гвардейской танковой армии — 8-го гв. мехкорпуса (генерал-майор Дремов, Иван Фёдорович) в составе: части войск 20-й гв. мехбригады (полковник Гонтарев, Семён Леонтьевич), части войск 21-й гв. мехбригады (подполковник Зудов, Леонид Алексеевич), 68 отд. гв. тп (майор Гавришко, Николай Иосифович).
- 8-й воздушной армии — 5-го гв. штурм.авиакорпуса (генерал-майор авиации Каманин, Николай Петрович) в составе: части войск 4-й гв. штурм.авиадивизии (полковник Сапрыкин, Валентин Филиппович), части войск 264-й штурм.авиадивизии (полковник Клобуков, Евгений Васильевич), части войск 331-й истр.авиадивизии (полковник Семененко, Иван Андреевич); 7-го истребительного авиакорпуса (генерал-майор авиации Утин, Александр Васильевич) в составе: части войск 205-й истр.авиадивизии (полковник Мачин, Михаил Григорьевич), части войск 304-й истр.авиадивизии (полковник Грисенко, Александр Иванович); части войск 5-й гв. штурм.авиадивизии (полковник Коломейцев, Леонид Викторович) 1-го гв. смешанного авиакорпуса (генерал-лейтенант авиации Златоцветов, Авраам Ефимович), части войск 1-й гв. бомбардировочной авиадивизии (полковник Добыш, Фёдор Иванович) 2-го гв. бомбардировочного авиакорпуса (генерал-майор авиации Полбин, Иван Семёнович)[9].

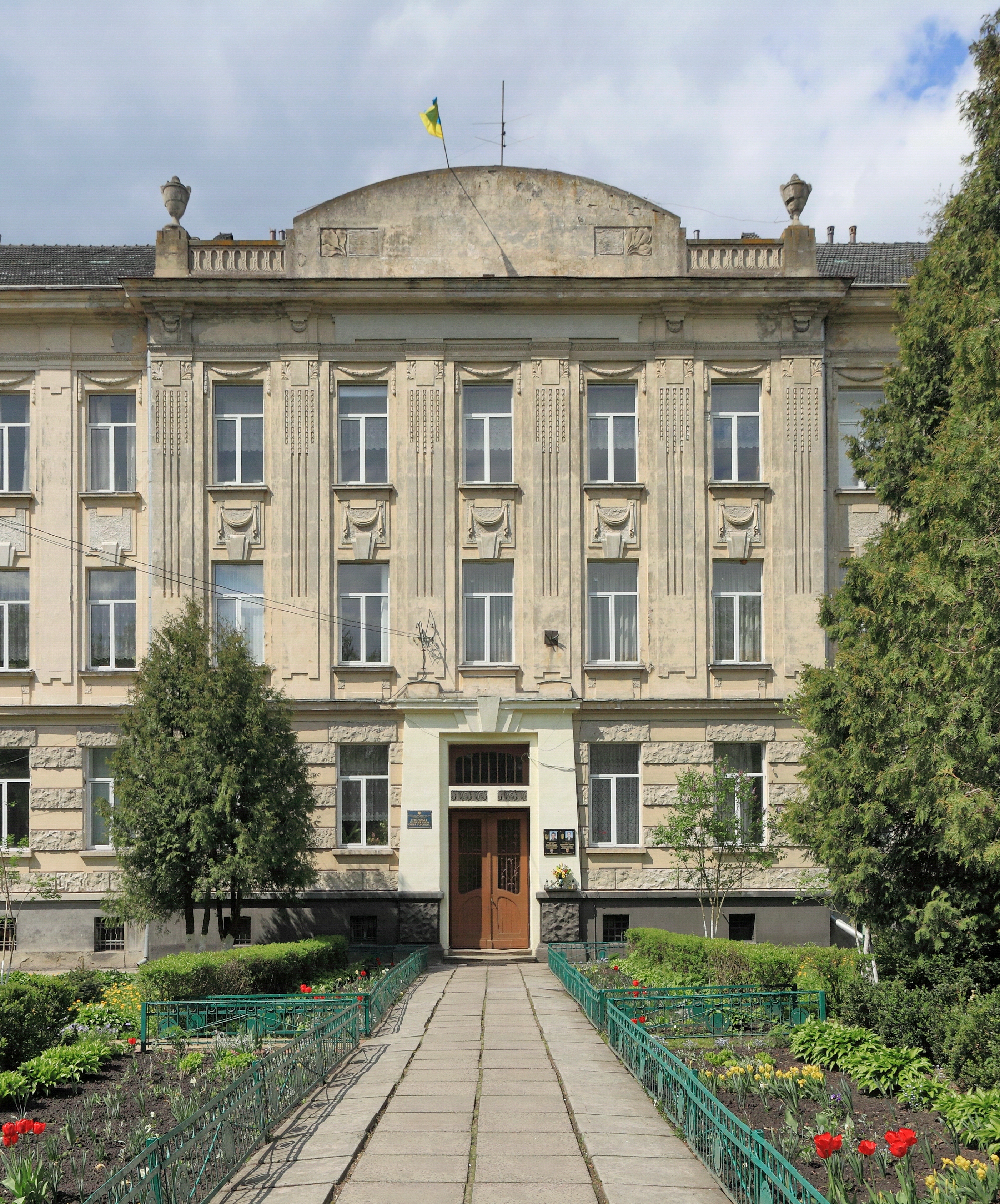
Женская гимназия

В 1955 году был построен кирпичный завод. В 1961 году был открыт Химический завод искусственного волокна, открылись две чулочные фабрики, завод железобетонных конструкций. В городе разместился комбинат «Укрзахидвугилля». Летом 1965 года началась газификация города Сокаля.
С 24 августа 1991 года в составе Украины.

## Население
По данным переписи 2001 года, украинцы составляли 95,64 % населения города, русские — 3,15 %.

### Языковой состав
Родной язык населения по данным переписи 2001 года:
| Язык       | Численность, чел. | Доля     |
| ---------- | ----------------- | -------- |
| Украинский | 20 833            | 97,12 %  |
| Русский    | 508               | 2,37 %   |
| Другое     | 110               | 0,51 %   |
| Итого      | 21 451            | 100,00 % |

Украинский язык является основным и единственным официальным языком города.

## Расположение
Расстояние до Львова по автодороге — 78 километров, по железной дороге — 95 километров.

## Экономика
Исторически экономика города имеет торгово-административно-промышленный характер. Ныне в Сокале есть заводы железобетонных изделий, 2 кирпичные, чулково-носочная фабрика, пищевой комбинат. Есть химическая профессионально-техническая школа. Завод химического волокна был демонтирован в период независимости Украины.

## Памятники архитектуры
- Монастырь бернардинов с костёлом Девы Марии (с XVII ст.),
- Церковь Святых Петра и Павла (построена в 1909[13]),
- Церковь Святого Николая (построена в 1694 году),
- Часовня Святого Николая (XV ст.).

## Галерея

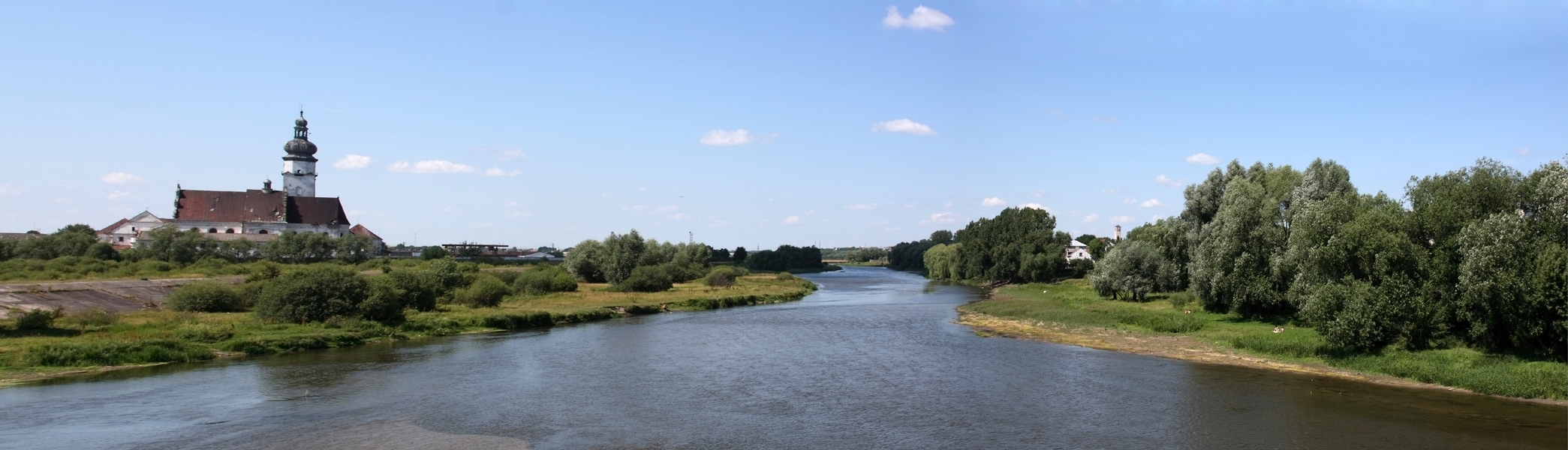
Западный Буг в Сокале
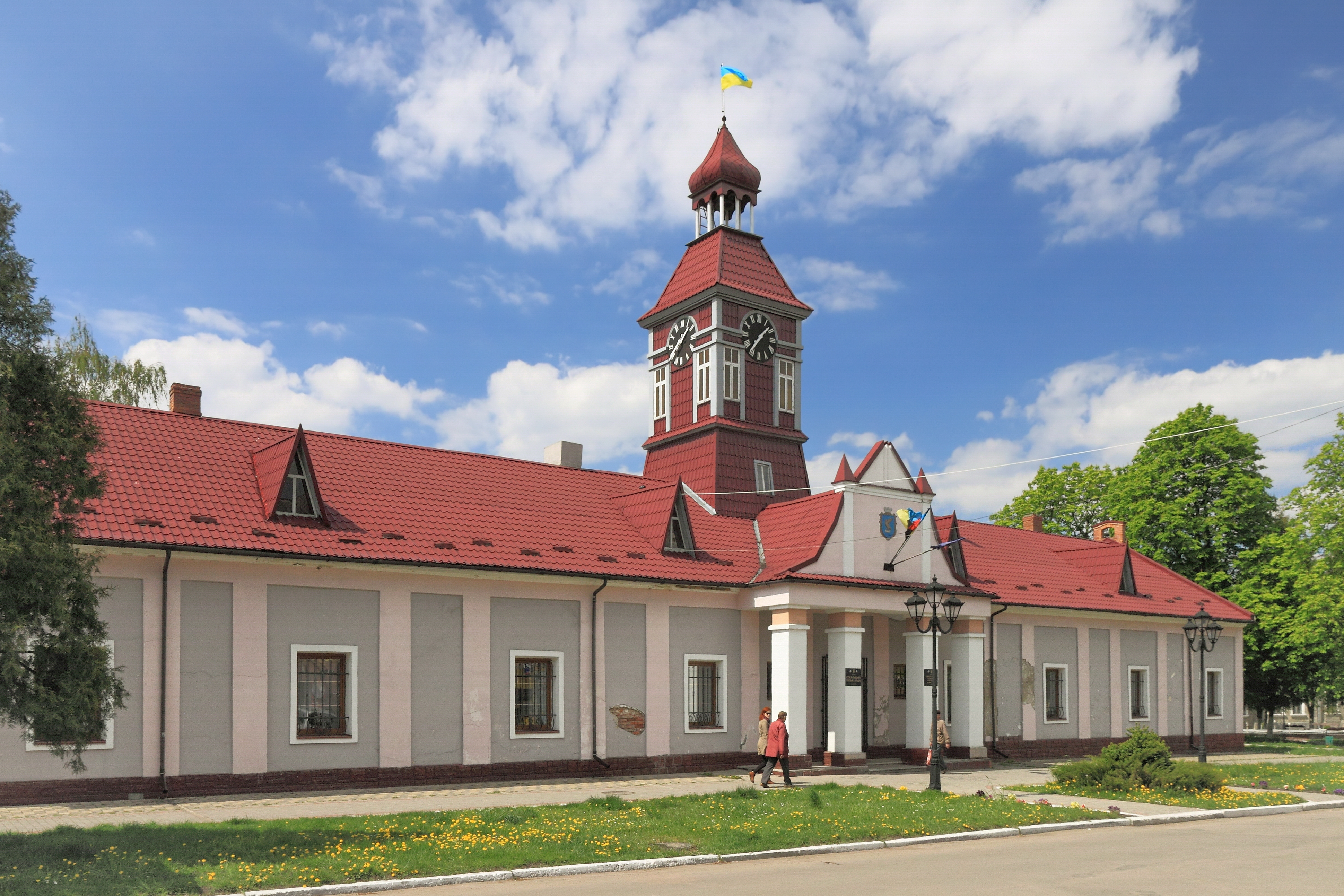
Ратуша
Центральная площадь
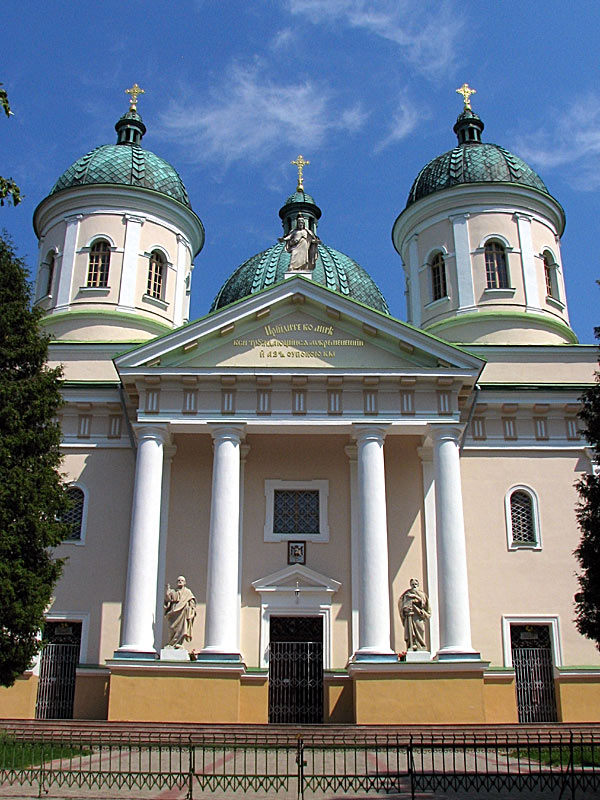
Церковь Святого Петра и Павла
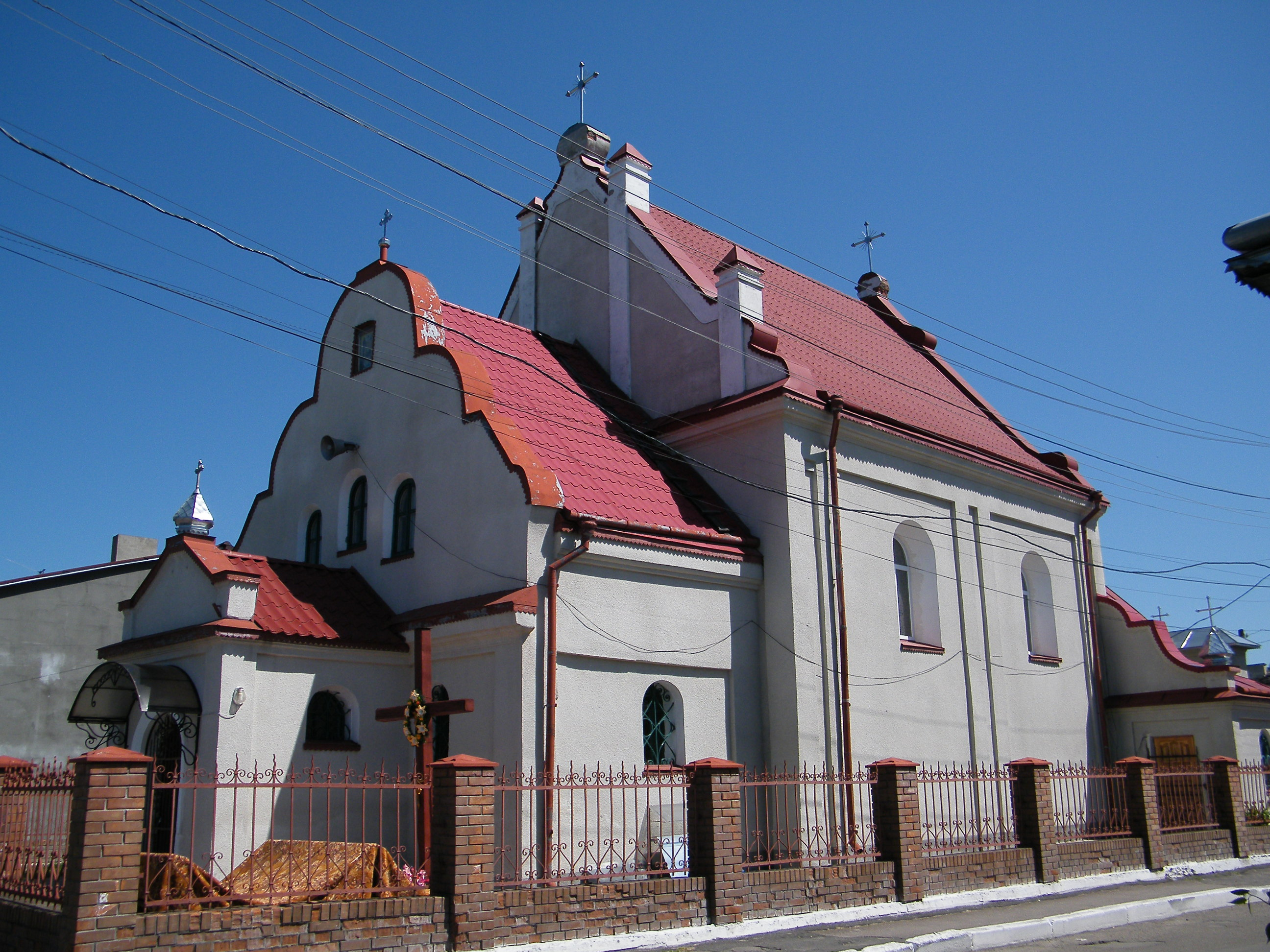
Церковь Св. Михаила
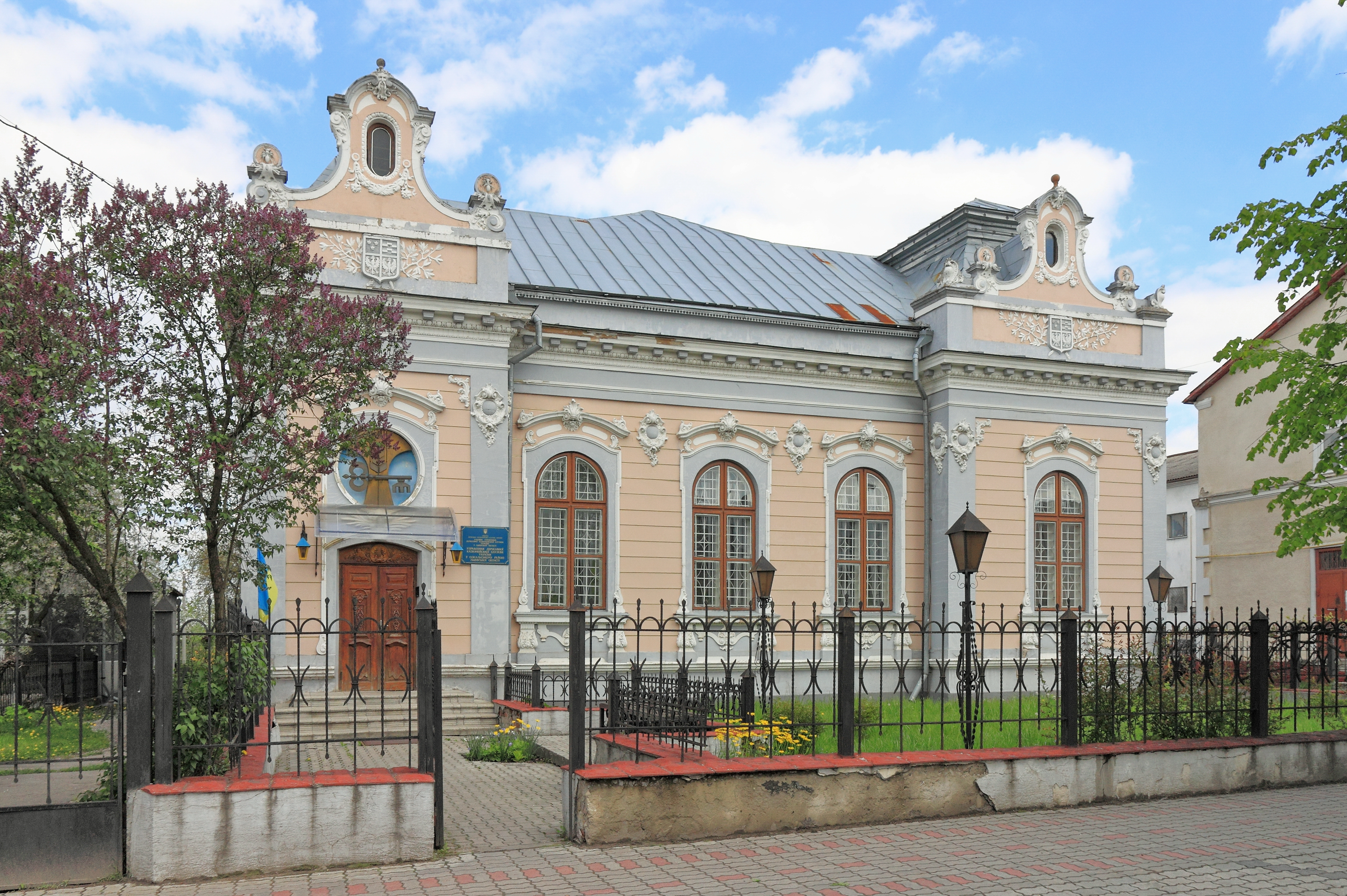
Жилой дом
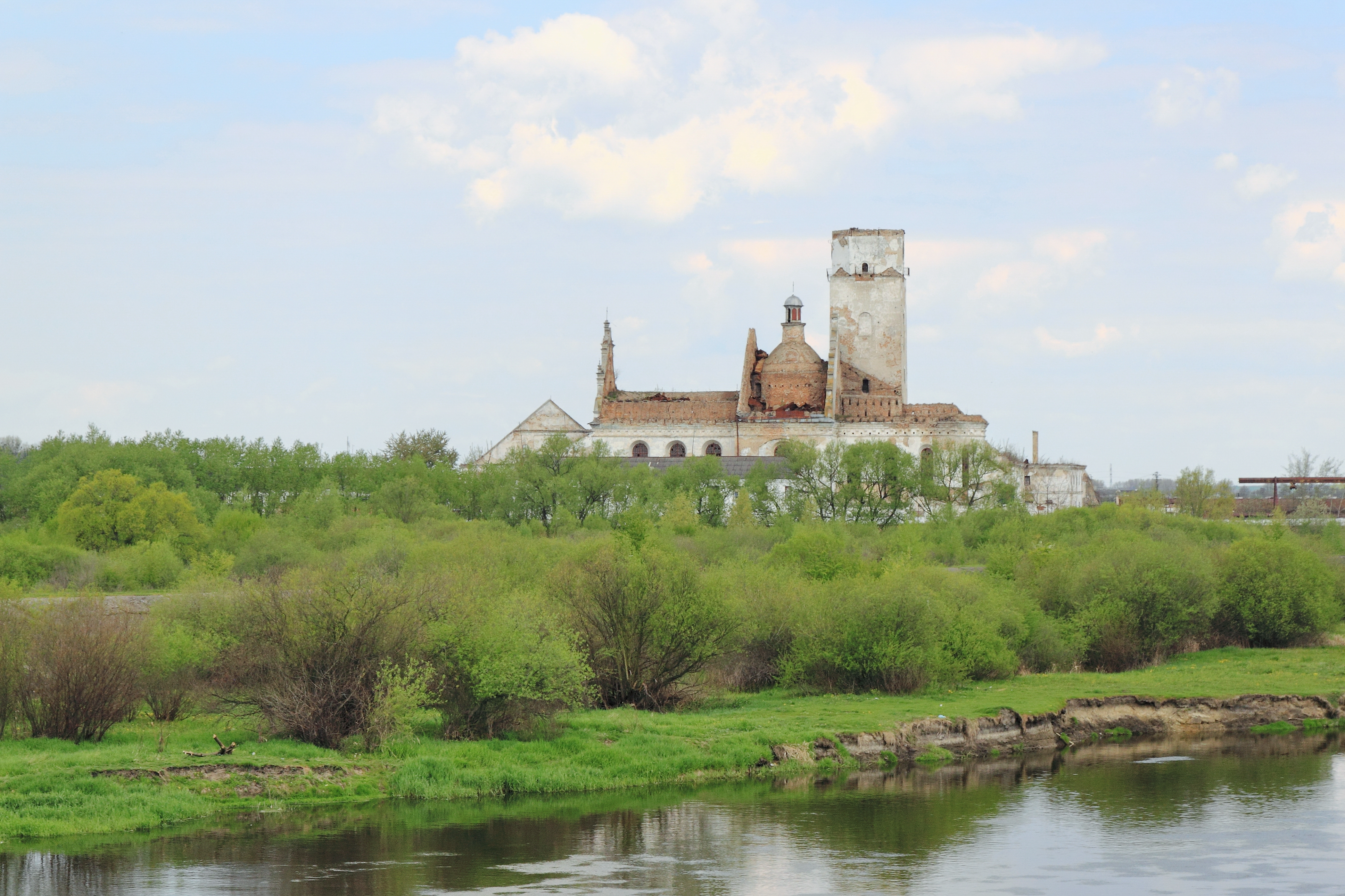
Костел монастыря Бернардинцев
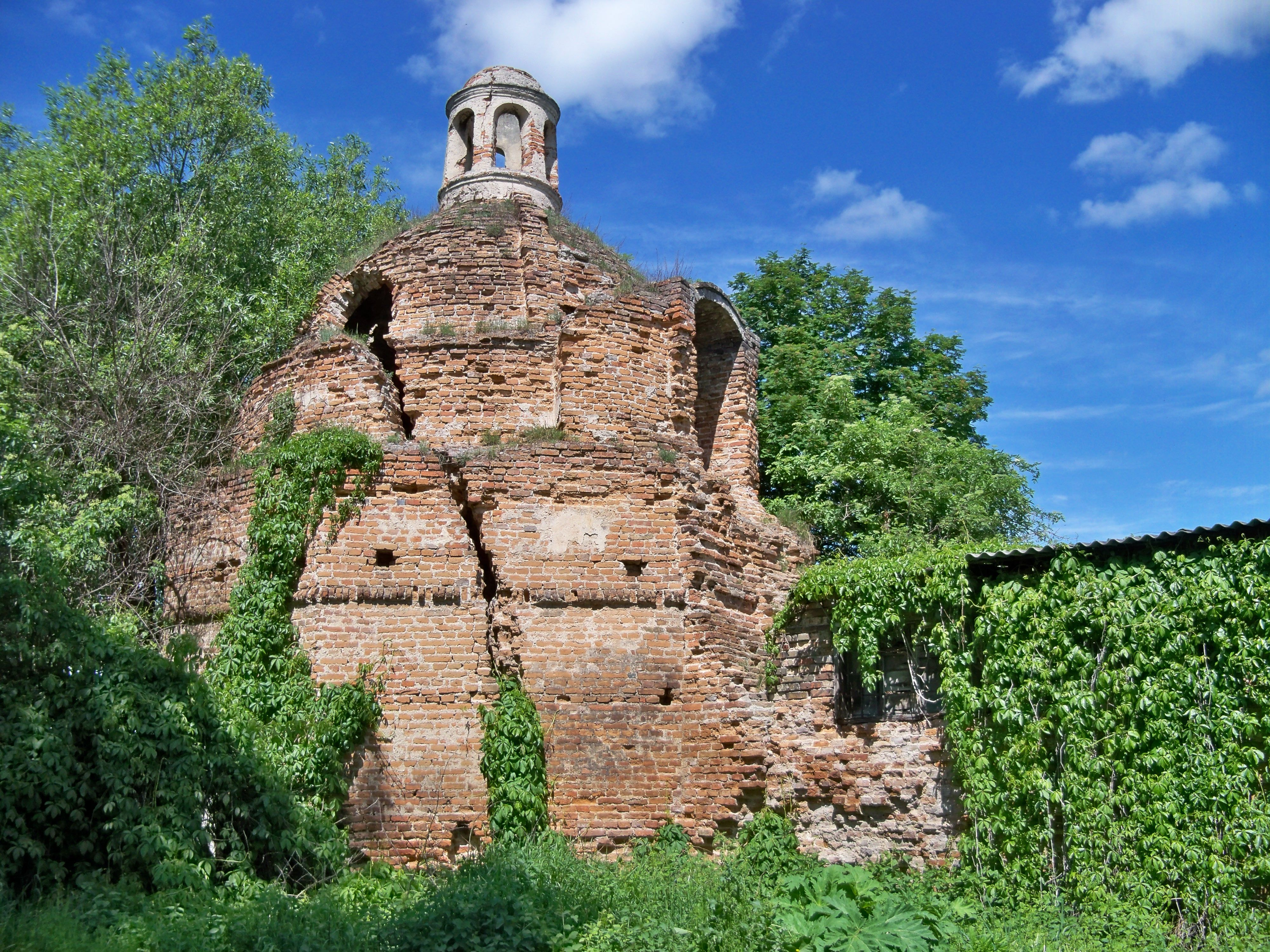
Башня, оборонная стена монастыря

## СМИ
- «ТРК Сокаль.»
- "Голос з-над Бугу "
- «Сокальщина»
- «Храм серця»

## Известные уроженцы
- Геринович, Владимир Александрович (1883—1949) — украинский географ, историк, краевед.
- Магера, Андрей Иосифович (род. 1974) — украинский юрист, заместитель председателя Центральной избирательной комиссии Украины.
- Рожанковский, Теодор Лонгинович (1875—1970) — украинский политический и военный деятель, адвокат, первый командир Легиона Украинских Сечевых Стрельцов